# Piazzano
Piazzano è una frazione divisa fra Tuoro sul Trasimeno (PG) e Cortona (AR).
Posizionata all'estremo occidentale del territorio comunale, si trova al confine con quello di cortona, ai piedi delle colline intorno alla Valle dell'Esse, sul versante toscano.

## Storia
Anticamente costituiva una riserva di caccia dello Stato della Chiesa. In particolare, il Casino di caccia risale al XV secolo: ulteriori lavori di ampliamento furono portati a termine nel 1694. Essa costituiva la palazzina di caccia del cardinale Silvio Passerini (1469-1529), tesoriere del Vaticano, vescovo di Cortona ed amico della famiglia Medici. La tenuta fu poi trasformata in convento e nel corso del XIX-XX secolo fu una fattoria con vigneti e piantagioni di tabacco.

## Economia e manifestazioni
Il posto è noto per la presenza del Giardino Reinhardt, una sorta di museo floreale all'aperto che ospita un gran numero di specie botaniche, anche extraeuropee. Esso è stato creato da una coppia di appassionati americani, Thomas e Martina Reinhardt, che hanno curato l'allestimento di giardini in varie parti del mondo. A Piazzano si tiene ogni anno a luglio la manifestazione Fiori a Piazzano, una mostra mercato dedicata a piante esotiche ed insolite.

## Monumenti e luoghi d'interesse
- Villa di Piazzano (1464), trasformata nel 2001 in albergo dalla famiglia italo-australiana Wimpole. La villa è oggi classificata come Residenza Storica;
- Giardino Reinhardt (1999);
- Ex-magazzini del tabacco.